# Lac La Moinerie
Le lac La Moinerie (en inuktitut : Ammaluaq, signifiant « lac rond ») est un cratère d'impact situé au Nunavik, au Québec. Son âge est estimé à 400 ± 50 millions d'années (Silurien ou Dévonien). Lors de la dernière glaciation, la glace a érodé les bordures et le soulèvement central.
Cette étendue d'eau du Nord-du-Québec est sise un peu à l'est de la région où la rivière Marralik prend sa source, à 18 km au sud-est du lac Vendremur et à environ 45 km au nord-est de l'endroit où la Wheeler se jette dans la rivière à la Baleine. D'un diamètre d'environ 9 km et d'une superficie de plus de 60 km², cette nappe d'eau se déverse dans sa voisine nord-ouest, le lac Guers.

## Hydronyme
« Apparaissant sur des documents cartographiques au moins depuis 1945, cet hydronyme rappelle le passage du sieur de La Moinerie dans l'histoire québécoise. Commandant un vaisseau en provenance de Saint-Malo pour faire le commerce des fourrures dans la colonie naissante, il arrive dans le port de Tadoussac le 30 avril 1613. Samuel de Champlain, accompagné de François Gravé Du Pont, monte à bord et lit à La Moinerie et à un autre capitaine, le sieur de La Tremblaye, la commission royale qui fait du fondateur de Québec le lieutenant du prince de Condé, vice-roi de la Nouvelle-France, et réglemente la traite des fourrures. S'engageant à respecter les volontés de Louis XIII, La Moinerie serait demeuré au Canada au cours de l'hiver de 1613-1614 ».

## Sources
1. ↑  Commission de toponymie du Québec : Lac La Moinerie

- Gold, D.P. Tanner, J.G. and Halliday, D.W. (1978) "The Lac La Moinerie crater: A probable impact site in New Quebec" (abstract). Geological Society of America, v. 10, p. 44.